# Laurence Elloy
Pour les articles homonymes, voir Elloy.
Laurence Elloy est une athlète française, née le 3 décembre 1959 à Rouen, licenciée au CA Cauchois, au Stade Dieppois, puis au Stade Français à partir de 1981, de 1,68 m pour 58 kg. Elle a participé aux Jeux olympiques de 1980 et 1984.

## Palmarès
- 35 sélections en équipe de France A, de 1977 à 1988 (et 6 en juniors)
- Détentrice du record de France du 100 mètres haies à 6 reprises, dont 1985, et 1986 en 12 s 69 (durée totale 9 années)
- Détentrice du record de France junior du 100 m haies en 1978, en 13 s 47
- Vice-championne du monde en salle du 60 m haies en 1985
- Médaille d'or aux Jeux Méditerranéens en 1979
- Vainqueur de son épreuve lors de la "Finale B" de Coupe d'Europe en 1985
- Championne de France du 100 m haies en 1979, 1982, 1984, 1985 et 1986
- Championne de France en salle du 60 m haies en 1984 et 1988
- Championne de France scolaires ASSU cadettes du 100 m en 12 s  en 1975 (1)
- 2e lors du Match des 8 Nations en 1982
- 2e lors de la "Finale B" de Coupe d'Europe en 1983
- 3e lors de la "Finale B" de Coupe d'Europe en 1979

## Famille
Elle est la fille des athlètes Colette et Georges Elloy.